# Боевой мотоцикл Гроховского
Боевой мотоцикл (бронированный мотоцикл, бронемотоцикл, «бронецикл») Гроховского — советский проект одноместного полугусеничного полностью бронированного мотоцикла повышенной проходимости, разработанный в межвоенный период. Не был реализован в металле.

## История создания
В начале 1930-х советским авиаконструктором и изобретателем Павлом Игнатьевичем Гроховским, работавшим в интересах зарождающихся воздушно-десантных войск, на волне повышенного интереса за рубежом к концепции сверхлёгких одноместных бронированных машин был предложен оригинальный проект боевого мотоцикла с бронированным корпусом и пулемётным вооружением. Проект был детально разработан, однако не получил дальнейшего развития и не был реализован в металле.

## Описание конструкции
Боевой мотоцикл представлял собой одноместный лёгкий бронеавтомобиль на полугусеничном ходу с колёсным движителем мотоциклетного типа. 
Водитель, выполнявший также функции стрелка, располагался сидя в закрытой бронированной кабине в носовой части машины, моторно-трансмиссионное отделение — за ним.
Бронекорпус, обеспечивавший защиту от пуль и мелких осколков, прикрывал машину полностью. Бронированная кабина — сложной конфигурации, с полусферической наблюдательной башенкой на горизонтальной крыше.
Водитель осуществлял наблюдение через смотровые щели в бронелистах кабины и наблюдательной башенке, имея возможность вести огонь из установленного в лобовом листе кабины курсового пулемёта.
Ходовая часть мотоцикла — полугусеничная, состоявшая из поворотного колеса мотоциклетного типа в носовой части, а также из ведущего гусеничного движителя с одной лентой и двух опорных колёс малого диаметра по бокам от него, обеспечивавших устойчивость машины во время движения на малой скорости и остановок.

## Интересные факты
- Позднее, во время Второй мировой войны, вооружённые пулемётами, малокалиберными автоматическими пушками и миномётами мотоциклы (не имевшие, однако, бронирования и с размещённым в колясках вооружением) стали широко использоваться в военных действиях[1].
- В нацистской Германии были построены два опытных образца концептуально аналогичной машины, созданные путём установки на полугусеничный мотоцикл SdKfz 2 бронекорпуса. Машина оказалась неудачной из-за возросшей массы[2].